# Tolpiodes
Tolpiodes là một chi bướm đêm thuộc họ Erebidae.

## Các loài
- Tolpiodes aphanta Turner, 1902
- Tolpiodes fasciata Rothschild, 1913
- Tolpiodes melanoproctis Hampson, 1926
- Tolpiodes oligolasia Hampson, 1926